# Albert Scrive
Albert-François-Joseph Scrive, né à Lille le 4 janvier 1754 et décédé dans cette même ville le 23 février 1803, est un homme politique français de l'époque du Directoire.

## Biographie
Il était le fils d'Hubert Scrive-Dury (1680-1755). Jurisconsulte, subdélégué de l'intendance à Lille, conservateur des hypothèques, il fut élu, le 25 germinal an V, député du Nord au Conseil des Cinq-Cents par 259 voix sur 301. Il prit place parmi les modérés, fut membre de diverses commissions et vit son élection annulée, comme d'autres, le 18 fructidor. Rallié à Bonaparte le 18 brumaire, il devint, le 18 floréal an VIII, sous-préfet de Lille (la préfecture du département du Nord étant alors Douai), et mourut dans l'exercice de ses fonctions.

## Sources
- « Albert Scrive », dans Adolphe Robert et Gaston Cougny, Dictionnaire des parlementaires français, Edgar Bourloton, 1889-1891 [détail de l’édition]